# Promień skutecznego rażenia
Promień rażenia, promień skutecznego rażenia – promień koła otaczającego obszar, w którym wybuch pocisku może razić cele. Przy ocenie skuteczności działania pocisków określa się promień całkowitego rażenia (promień koła, w którym pocisk może razić przynajmniej 90% celów) oraz promień skutecznego rażenia (promień koła, w którym pocisk może razić przynajmniej 50% celów). Termin należy od pojęć z zakresu balistyki końcowej.